# سینت مایکل (داکوتای شمالی)
سینت مایکل (به انگلیسی: Saint Michael) یک منطقهٔ مسکونی در ایالات متحده آمریکا است که در شهرستان بنسون، داکوتای شمالی واقع شده‌است. سینت مایکل ۴۴۵٫۹۳ متر بالاتر از سطح دریا واقع شده‌است.